# Gefahrstoffzug

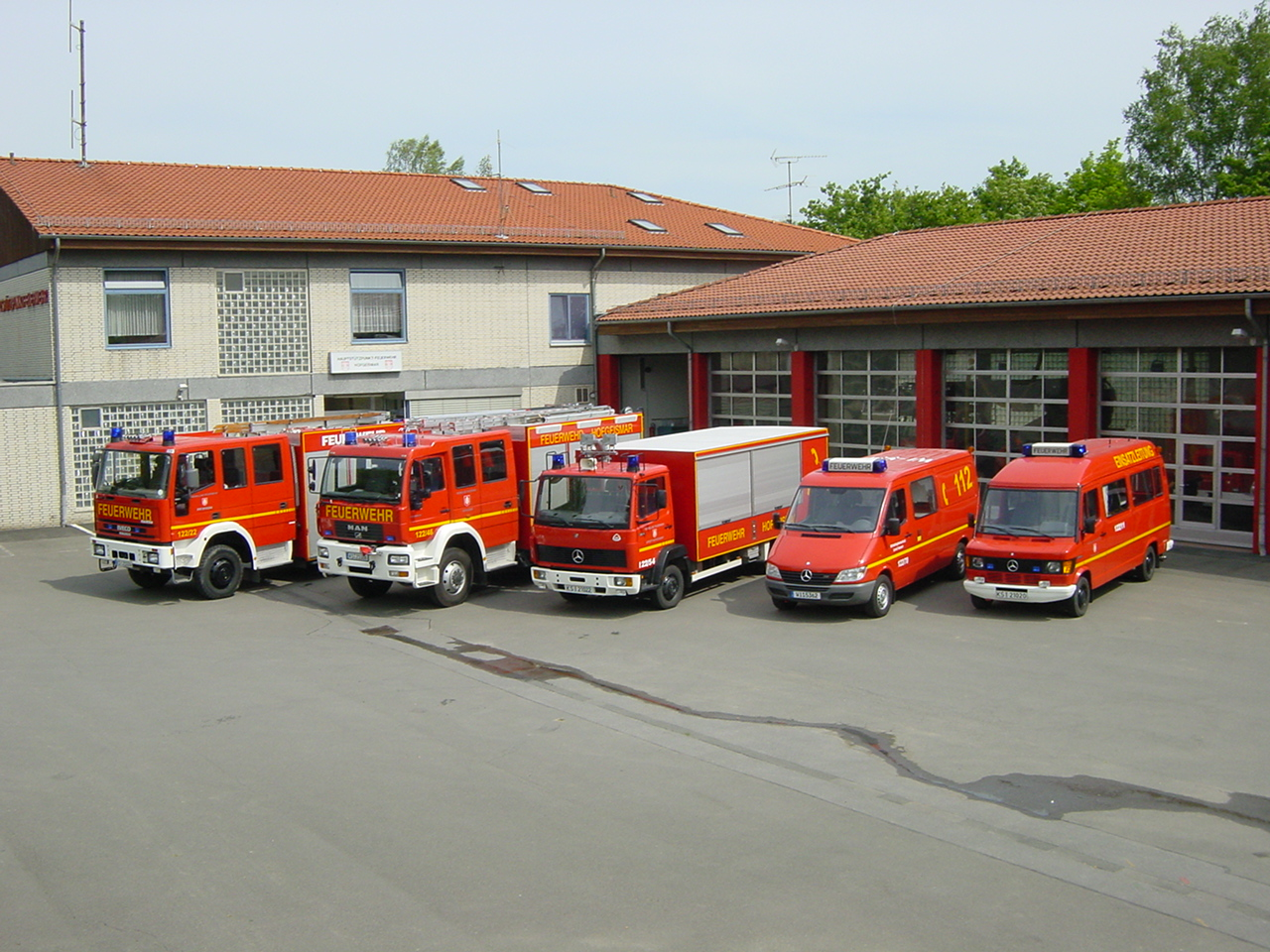
Gefahrstoffzug (Beispiel)

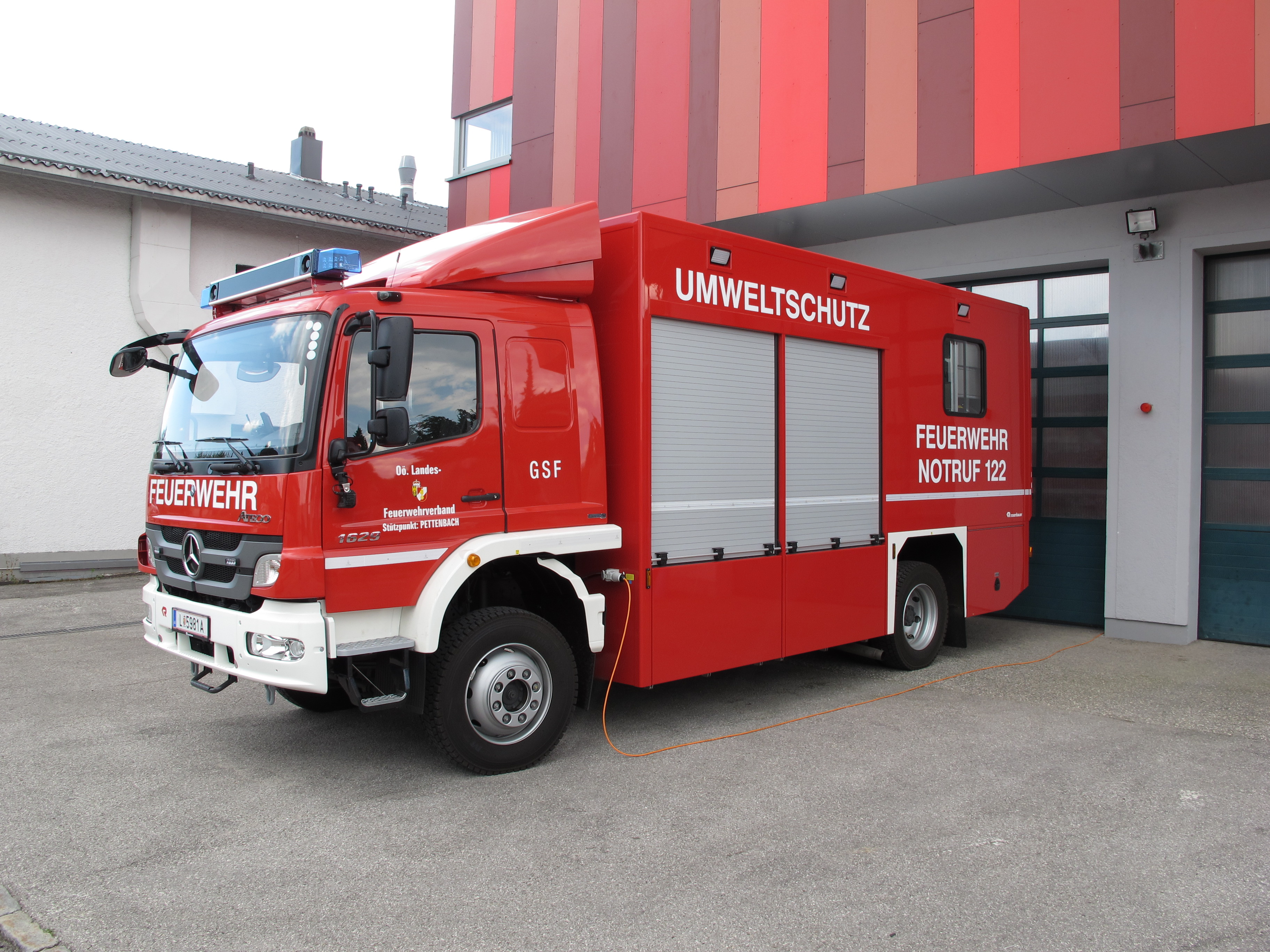
Gefahrenstoff-Fahrzeug

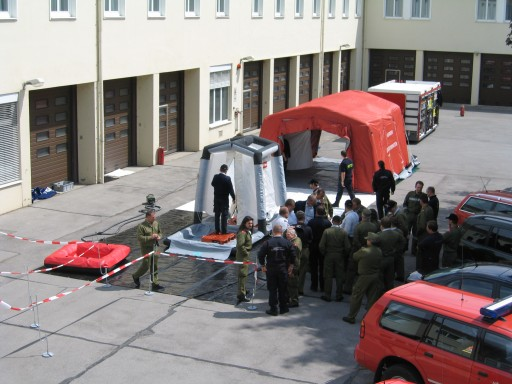
Übungsmäßiger Aufbau eines Dekontaminationsplatzes

Der Gefahrstoffzug, manchmal auch Gefahrgutzug oder Umweltschutzzug, ist eine taktische Einheit der Feuerwehr, welche oft aus früheren ABC-Zügen hervorgegangen ist. Seine primäre Aufgabe besteht in der technischen Hilfeleistung nach Gefahrgutunfällen. Er ist weder genormt noch bundesweit durch Vorschriften geregelt. In Deutschland setzt er sich aber in der Regel aus einem Einsatzleitwagen, der den Zugtrupp transportiert, und mehreren Gerätewagen, auf denen die Ausrüstung verlastet ist, zusammen. Eine Gruppe wird mit einem Löschgruppenfahrzeug befördert. Eine weitere Gruppe teilt sich auf in mehrere Trupps auf den Gerätewagen Gefahrgut, Gerätewagen Atemschutz/Strahlenschutz und das Dekontaminationsmehrzweckfahrzeug bzw. das Dekontaminationslastkraftwagen Personen auf. Die Bestimmung des jeweiligen Gefahrguts geschieht oft über einen weiteren Trupp auf dem Messfahrzeug (zum Beispiel CBRN-Erkundungswagen). Je nach Einsatzlage wird ein solcher Zug von den verschiedensten Feuerwehrfahrzeugen unterstützt.
Da diese hochspezialisierten Fahrzeuge sehr teuer sind, existieren die eigentlichen Gefahrstoffzüge in der Regel nur in größeren Städten oder Industriebetrieben. In ländlichen Regionen existieren diese Züge häufig nur theoretisch, da ihre einzelnen Komponenten oft über die Feuerwehren mehrerer Gemeinden oder gar eines ganzen Landkreises verteilt sind. Im Ernstfall werden dann bestimmte örtliche Feuerwehren alarmiert, die getrennt die Einsatzstelle anfahren (sogenanntes Rendezvous-System). Dabei werden die Gefahrstoffzüge oft auch nur von einem Teil des Personals einer Feuerwehr besetzt, die eine zusätzliche Fachausbildung genossen haben; nicht selten waren dieses bis zur Aussetzung der Wehrpflicht junge Männer, die sich für den Katastrophenschutz verpflichtet hatten.
Neben diesen Fachkräften, welche die Gerätewagen besetzen, rückt stets die betreffende Feuerwehr aus, die auch das Löschgruppenfahrzeug des Gefahrstoffzuges stellt. Die Arbeit der örtlichen Feuerwehren besteht dabei jedoch oft nur aus der Sicherung der Einsatzstelle, der Sicherstellung des Brandschutzes oder anderen allgemeinen Aufgaben.
Da man in Österreich nicht von Gefahrstoff, sondern von Schadstoff spricht, bezeichnet man die Feuerwehreinheit, die bei einem Schadstoffunfall eingesetzt wird, als Schadstoffzug.
Auch in Österreich besteht dieser Schadstoffzug mehr oder weniger nur theoretisch, da die Schadstofffahrzeuge und Dekontaminationsfahrzeuge hier nicht immer bei der gleichen Feuerwehr stationiert sind. Wie auch in Deutschland wird die schadstoffspezifische Gefahrenabwehr von Fachkräften übernommen, während die Rundumarbeiten von der örtlichen Feuerwehr mit anderen Hilfskräften durchgeführt werden.
In den meisten Fällen kümmert sich der Gefahrstoffzug um die Personen, nimmt den Gefahrenstoff auf, füllt diesen um oder verhindert die Ausbreitung. Dieses Tätigkeitsprofil werden um die Sicherstellung des Brandschutzes und – je nach Bedarf und Rechtslage – um Maßnahmen der Absicherung, Erkundung/Gefahrstoffanalyse, Warnung der Bevölkerung, Evakuierung derselben, Technischen Hilfeleistung als auch der Dekontamination erweitert. Das Abtragen und Entsorgen kontaminierter Sachen sowie des Gefahrstoffes selbst übernehmen regelmäßig private Spezialfirmen.

## Variante
Ähnlich wie der Gefahrstoffzug ist der Löschzug-Gefahrgut (LZ-G) eine taktische Einheit der Feuerwehren im Kreis Herzogtum Lauenburg, welche oft aus früheren ABC-Zügen hervorgegangen ist oder als Teil des Katastrophenschutzprogramms eingesetzt wird. Dieser Löschzug-Gefahrgut ist nicht einheitlich geregelt und unterliegt meist dem Kreis. Verantwortlich für die Koordinierung der Einsatzfahrzeuge ist der Kreisfeuerwehrverband. Der LZ-G rückt als Unterstützung für die ortsansässige Feuerwehr aus und übernimmt zu keinem Zeitpunkt die Einsatzleitung, er ist lediglich zur Beratung und Unterstützung vor Ort. Der angeführte Vorteil des Löschzug-Gefahrgut soll seine spezielle Verteilung sein. Von einem Stützpunkt rücken Logistikfahrzeuge und Mannschaftstransportfahrzeuge (MTF) aus. Einige Erkunderfahrzeuge, wie der Reaktorerkundungstruppwagen (ReaErk) oder CBRN Erkunder sind dabei im Einsatzgebiet verteilt, um kleine oder große Alarmschleifen auslösen zu können.